# Amauronematus sollemnis
Amauronematus sollemnis is een vliesvleugelig insect uit de familie van de bladwespen (Tenthredinidae). De wetenschappelijke naam van de soort is voor het eerst geldig gepubliceerd in 1895 door Konow.